# Three Wise Fools (film, 1946)
Three Wise Fools est un film américain sorti en 1946 réalisé par Edward Buzzell.

## Fiche technique
- Réalisation : Edward Buzzell
- Scénario : John McDermott, James O'Hanlon, d'après la pièce Three Wise Fools d'Austin Strong
- Producteur : William H. Wright
- Production et distribution : Metro-Goldwyn-Mayer
- Directeur de la photographie : Harold Rosson
- Musique : Bronislau Kaper
- Genre : comédie sentimentale
- Date de sortie :
  - États-Unis : 14 juin 1946

## Distribution
- Margaret O'Brien : Sheila O'Monaghan, une orpheline irlandaise
- Thomas Mitchell : Terence Aloysius Davern, l'homme qui l'accompagne en Amérique
- Lionel Barrymore : Richard Gaunght, un vieux médecin au cœur sec
- Edward Arnold : Theodore Findley, un vieux banquier au cœur sec
- Lewis Stone : James Trumbull, un vieux juge au cœur sec
- Jane Darwell ; Sœur Mary Brigid, une religieuse qui défend Sheila auprès des trois vieillards
- Cyd Charisse : Rena Fairchild, une jeune Américaine qui épousera un Irlandais et donnera naissance à Sheila
- Billy Curtis : Dugan